# Treat Myself
 (janvier 2020).
Si vous disposez d'ouvrages ou d'articles de référence ou si vous connaissez des sites web de qualité traitant du thème abordé ici, merci de compléter l'article en donnant les références utiles à sa vérifiabilité et en les liant à la section « Notes et références ».
Pour les articles homonymes, voir Treat Myself.
Albums de Meghan Trainor
Thank You
(2016) Takin'It Back
(2022)
Singles
1. No Excuses
Sortie : 1 Mars 2018
2. Wave
Sortie : 27 Septembre 2019
3. Nice to Meet Ya
Sortie : 31 Janvier 2020

Treat Myself est le troisième album studio majeur de la chanteuse-compositrice américaine Meghan Trainor, sorti le 31 janvier 2020.

## Genèse
L’album devait initialement sortir le 31 août 2018, mais il a été retardé parce que Trainor voulait ajouter d’autres chansons. Le 7 janvier 2019, l’album a encore été retardé. Plus tard cette année-là, Idolator a indiqué qu’il devrait sortir au début de 2020. Treat Myself a été précédé par la sortie de trois singles, No Excuses, Wave et Evil Twin, ainsi que du single promotionnel, Workin' On It. Let You Be Right et Can't Dance étaient destinés à figurer sur l’album, mais n’ont pas atteint la coupe finale. All the Ways et le titre, Treat Myself, sont inclus dans l’édition Target deluxe de l’album. Trainor a sorti l’EP The Love Train, qui inclut la chanson All the Ways, pour compenser le retard de l’album.

## Contexte et écriture
Sur le report de l’album, Trainor a déclaré en août 2018 : « Je suis dans un endroit tellement incroyable et je ne peux pas arrêter d’écrire des chansons… J’ai décidé de déplacer mon nouvel album Treat Myself jusqu’à ce que je sorte tout de ma tête et que je l’enregistre en studio. » En novembre 2018, Trainor a déclaré qu’elle avait travaillé avec Sasha Sloan et Lennon Stella sur un morceau pour l’album intitulé Working On It.
L’album a été caractérisé comme "rempli d’hymnes d’amour-propre"[Qui ?]. Billboard a appelé le titre un "bass-driven, fun-loving song that is the perfect soundtrack to any night out" et un "shimmering tune".

## Singles
Le premier extrait de l’album, intitulé No Excuses, est sorti le 1er mars 2018. C’est une chanson pop aux influences Musique country, décrite comme un hymne à l’autonomisation sexisme. La chanson a débuté au numéro 46 sur le Billboard Hot 100 américain. Wave, en featuring avec Mike Sabath, a été libéré comme deuxième single le 27 septembre 2019. Evil Twin est sorti en tant que troisième single le 13 décembre 2019.
Le 22 janvier 2020, Trainor a annoncé dans un live story Instagram que le deuxième morceau de l’album, intitulé Nice to Meet Ya en featuring avec la rappeuse Nicki Minaj, sortirait en tant que troisième single de l’album avec la sortie de l’album le 31 janvier 2020.

### Singles promotionnels
Workin' On It, en duo avec Lennon Stella et Sasha Sloan, est sorti en tant que premier single promotionnel le 6 novembre 2019.
Blink a été lancé en tant que troisième single promotionnel le 17 janvier 2020.

## Liste des titres
| Edition Standard | Edition Standard                                        | Edition Standard                                                          | Edition Standard         | Edition Standard | Edition Standard | Edition Standard | Edition Standard | Edition Standard | Edition Standard |
| No               | Titre                                                   | Auteur                                                                    | Producteurs              | Durée            |                  |                  |                  |                  |                  |
| ---------------- | ------------------------------------------------------- | ------------------------------------------------------------------------- | ------------------------ | ---------------- | ---------------- | ---------------- | ---------------- | ---------------- | ---------------- |
| 1.               | Wave (featuring Mike Sabath)                            | - Meghan Trainor - Michael Sabath                                         | Sabath                   | 2:56             |                  |                  |                  |                  |                  |
| 2.               | Nice to Meet Ya (featuring Nicki Minaj)                 | - M. Trainor - Scott Friedman - Mark Williams - Raul Cubina - Onika Maraj | Ojivolta                 | 3:17             |                  |                  |                  |                  |                  |
| 3.               | Funk                                                    | - M. Trainor - Ryan Trainor - Eddie Benjamin - Sabath                     | Sabath                   | 3:11             |                  |                  |                  |                  |                  |
| 4.               | Babygirl                                                | - M. Trainor - Samuel Romans - Sabath                                     | Sabath                   | 3:20             |                  |                  |                  |                  |                  |
| 5.               | Workin' On It (featuring Lennon Stella and Sasha Sloan) | - M. Trainor - Alexandra Yatchenko - Henry Allen - Lennon Stella          | King Henry               | 3:01             |                  |                  |                  |                  |                  |
| 6.               | Ashes                                                   | - M. Trainor - Sophie Cooke - Daniel Gleyzer                              | Gleyzer                  | 3:17             |                  |                  |                  |                  |                  |
| 7.               | Lie to Me                                               | - M. Trainor - R. Trainor - Justin Trainor                                | Ojivolta                 | 2:40             |                  |                  |                  |                  |                  |
| 8.               | Here to Stay                                            | - M. Trainor - Benjamin - Gleyzer - Zach Skelton                          | Skelton                  | 3:03             |                  |                  |                  |                  |                  |
| 9.               | Blink                                                   | - M. Trainor - R. Trainor - Bruce Fielder - Steven Manovski               | - Sigala - Manovski      | 2:47             |                  |                  |                  |                  |                  |
| 10.              | Genetics (featuring The Pussycat Dolls)                 | - M. Trainor - R. Trainor - Justin Tranter - Sabath                       | Sabath                   | 2:57             |                  |                  |                  |                  |                  |
| 11.              | Evil Twin                                               | - M. Trainor - Joshua Kear - Ethan Snoreck - Tyler Johnson                | - Johnson - Andrew Wells | 3:12             |                  |                  |                  |                  |                  |
| 12.              | After You (featuring AJ Mitchell)                       | - M. Trainor - J. Trainor - Anders Mouridsen - Johnson                    | Johnson                  | 3:26             |                  |                  |                  |                  |                  |
| 13.              | Another Opinion                                         | - M. Trainor - J. Trainor - Johnson                                       | - Johnson - Jon Castelli | 3:03             |                  |                  |                  |                  |                  |
| 14.              | No Excuses                                              | - M. Trainor - Jacob Hindlin - Andrew Wells                               | Wells                    | 2:32             |                  |                  |                  |                  |                  |
| 15.              | Have You Now                                            | - M. Trainor - Cooke                                                      | - Some Randoms - Sabath  | 3:46             |                  |                  |                  |                  |                  |
| 46:28            |                                                         |                                                                           |                          |                  |                  |                  |                  |                  |                  |

| Target deluxe edition bonus tracks | Target deluxe edition bonus tracks | Target deluxe edition bonus tracks | Target deluxe edition bonus tracks | Target deluxe edition bonus tracks | Target deluxe edition bonus tracks | Target deluxe edition bonus tracks | Target deluxe edition bonus tracks | Target deluxe edition bonus tracks | Target deluxe edition bonus tracks |
| No                                 | Titre                              | Producteurs                        | Durée                              |                                    |                                    |                                    |                                    |                                    |                                    |
| ---------------------------------- | ---------------------------------- | ---------------------------------- | ---------------------------------- | ---------------------------------- | ---------------------------------- | ---------------------------------- | ---------------------------------- | ---------------------------------- | ---------------------------------- |
| 16.                                | All the Ways                       | Wells                              | 2:55                               |                                    |                                    |                                    |                                    |                                    |                                    |
| 17.                                | Treat Myself                       | Wells                              | 2:54                               |                                    |                                    |                                    |                                    |                                    |                                    |
| 52:17                              |                                    |                                    |                                    |                                    |                                    |                                    |                                    |                                    |                                    |